# 上野英信
上野 英信（うえの えいしん、本名：上野鋭之進、1923年（大正12年）8月7日 - 1987年（昭和62年）11月21日）記録文学作家。「時間を惜しむな、金を惜しむな、命を惜しむな」という姿勢を貫き、炭鉱労働者の生きざまを描き続けた。

## 経歴
山口県吉敷郡井関村（阿知須町）で、父彦一、母ミチの7人兄弟の長男として生まれる。小学校に上がる年に、父の転職により北九州の黒崎に移る。1940年、旧制八幡中学を卒業して満州国建国大学へ進学する。
1943年12月1日、学徒出陣により関東軍山砲兵第二十八連隊第五中隊へ入営。1945年8月6日、見習士官として船舶砲兵教導隊第一中隊付の時、広島市宇品において原爆投下に遭遇、被爆する。復員後は建国大学の閉鎖に伴い、京都大学文学部支那文学科へ編入。青木正児に師事するも、1947年に中退。
1948年1月上旬、奥海老津炭鉱で坑夫として働き始めたが、「学歴詐称」のかどで即時解雇される。以後、筑豊炭田北端の日炭高松炭鉱第1坑で2年間、佐世保港外の三菱崎戸炭鉱で2年間、その後再び高松炭鉱第3坑で働く。1953年、共産党員であった作家真鍋呉夫を坑内見学させたという理由で解雇処分を受ける。それに対して労組も抗議し、会社は処分を撤回する。しかし上野は自分の身元保証人となった友人二人の苦境を見過ごせず、自ら退職する。炭鉱をやめてすぐ、1953年5月に、筑豊炭坑労仂者文芸工作集団『地下戦線』を創刊、自身も作品を発表し始める。その中で、画家千田梅二と出会う。
英信31歳の1954年4月、全九州文学活動者会議に参加、畑晴子を知り、1956年2月に結婚。
1954年、国労の書記として働くかたわら、同年11月に、千田梅二と共同で、初の著作『えばなし集・せんぷりせんじが笑った』を私家版ガリ版刷りで出版。翌1955年4月には柏林書房より「ルポルタージュ・シリーズ 日本の証言」として再刊され、記録作家として認知されるようになった。
1958年から、福岡県中間市で谷川雁・森崎和江と、上野夫婦とで隣家ぐらしをはじめる。同年、谷川雁・森崎和江と、九州各地の炭鉱労働者の自立共同体・サークル村を結成し、機関誌『サークル村』を刊行。同誌からは石牟礼道子や中村きい子らを輩出した。
1959年には、谷川らと別れ、夫婦で、妻の実家であった福岡市に転居。しかし雑誌『サークル村』には休刊の1960年までかかわった。福岡市茶園谷の寓居で執筆に没頭し、1960年8月、『追われゆく坑夫たち』が刊行される。
1964年3月29日、鞍手町新延六反田（にのぶろくたんだ）にある新目尾炭鉱（しんしやかのお炭坑、1961年閉山）の元・坑員長屋に家族で移る。「おとなも子どもも自由に利用できる、学習と話しあいと宿泊の場」として、「筑豊文庫」を開く。最初は、生活保護を打ち切るための調査に来た「福祉事務所の手先」と周囲に思われ用心されたが、やがて隣人だけでなく、全国から多くの人が取材や見学に訪れるようになった。
水俣病患者に対するチッソ会社の仕打ちに対して、1971年12月31日から数日間、石牟礼道子、原田奈翁雄と3人、丸の内のチッソ本社前でハンガーストライキを行う。25年前に炭鉱で一緒に働いていた人たちが激励のため次々に駆けつけた。
1974年、炭鉱閉鎖によって「棄民」として中南米に入植せざるを得なかった労働者たちのその後を追うため、南米（メキシコ・ブラジル・パラグアイ・ボリビア・アルゼンチン）で7カ月にわたる取材を行う。1977年、再び炭鉱離職者をたずねて、6月から8月まで、ペルー・ボリビア・ブラジルをまわる。同年、『出ニッポン記』刊行。1978年4月から6月まで、明治時代に沖縄からの炭鉱移民としてメキシコに渡った人たちの足跡を追って、メキシコで取材を行う。1984年、『眉屋私記』を発表する。
1984年、1世紀にわたってくりひろげられた〈筑豊〉の生と死の態を集録して伝えるため『写真万葉録・筑豊』全10巻を編む。
1987年初めに食道癌が見つかり、入院して治療を受け一時回復、同年5月に退院。しかし8月末に検査の結果、脳橋部への癌の転移がわかる。同年11月21日、死去。
上野は魯迅の「故事新編」に含まれる「鋳剣」が好きで、息を引き取るまで枕元に置いていた。
1996年4月、筑豊文庫の建物は姿を消した。
2016年、筑豊文庫に保管されていた書籍・資料を直方市が受け継いだ。2020年7月21日、「筑豊文庫資料室」が直方市立図書館にオープンした。

## 受賞
- 西日本文化賞(1984年) 「筑豊の記録と紹介に関する活動の功績により」
- 沖縄タイムス出版文化賞（1984年） 『眉屋私記』[30]
- 日本写真協会賞(1987年) 『写真万葉録・筑豊』[31]

## 著書
- 『せんぷりせんじが笑った!』千田梅二絵 柏林書房(ルポルタージュ・シリーズ―日本の証言〈第7〉) 1955年 / 三人社 ルポルタージュ日本の証言（現在の会編） 第7冊 2014年。
- 『親と子の夜』千田梅二画　未来社 1959年。『せんぷりせんじが笑った!』他の数編の絵ばなしをまとめたもの(上野晴子『キジバト記』海鳥社)。
- 『追われゆく坑夫たち』岩波新書 1960年 / 岩波同時代ライブラリー 1994年。
- 『日本陥没期』未來社 1961年。
- 『地の底の笑い話』岩波新書 1967年 / 2002年。挿絵は山本作兵衛。
- 『筑豊:どきゅめんと:この国の火床に生きて』社会新報 1969年。
- 『天皇陛下萬歳―爆弾三勇士序説』筑摩書房 1972年 / ちくま文庫 1989年 / 洋泉社MC新書 2007年。
- 『骨を噛む』大和書房、1973年。見返し絵は山本作兵衛。
- 『日本陥没期:地底に奪われた死者たち』未来社 1973年。
- 『出ニッポン記』潮出版社、1977年 / 社会思想社〈現代教養文庫〉1995年。解説は松下竜一。
- 『廃鉱譜』筑摩書房〈ちくまブックス〉1978年。
- 『火を掘る日日』大和書房 1979年。
- 『親と子の夜』未來社　1982年。
- 『ひとくわぼり』千田梅二版画　裏山書房 1982年。
- 『親と子の夜』千田梅二画　未来社 1982年。
- 『眉屋私記』潮出版社 1984年 / 海鳥社 2014年。

### 編著・監修
- 『近代民衆の記録, 2 鉱夫』編 新人物往来社 1971年。
- 『写真万葉録・筑豊』全10巻 趙根在[注 7]共監修　葦書房 1984-86年。
  1. 『人間の山』
  2. 『大いなる火(上)』
  3. 『大いなる火(下)』
  4. 『カンテラ坂』
  5. 『約束の楽土』
  6. 『約束の楽土(続)』
  7. 『六月一日』
  8. 『地ぞこの子』
  9. 『アリラン峠』
  10. 『黒十字』

### 作品集
- 『上野英信集』全5巻、径書房、1985年-1986年
  1. 『話の坑口』1985年
  2. 『奈落の星雲』1985年
  3. 『燃やしつくす日日』1985年
  4. 『闇を砦として』1985年
  5. 『長恨の賦』1986年
- 『上野英信集 (戦後文学エッセイ選)』影書房、2006年